# Djibril Paye
Djibril Tamsir Paye (Conakry, 26 februari 1990) is een Guinees profvoetballer. Hij is een verdediger en speelt sinds juli 2014 voor SV Zulte Waregem.
Hij begon in Guinee bij tweedeklasser Espérance en speelde daarna voor Fello Star. In 2008 werd hij gecontracteerd door Sheriff Tiraspol uit Moldavië dat hem vier jaar verhuurde aan plaatsgenoot FC Tiraspol.  In 2014 debuteerde hij in het Guinees voetbalelftal.

## Statistieken
| Seizoen         | Land              | Competitie         | Club             | Competitie | Competitie | Beker | Beker | Europees | Europees | Totaal | Totaal |
| Seizoen         | Land              | Competitie         | Club             | Wed.       | Dlp.       | Wed.  | Dlp.  | Wed.     | Dlp.     | Wed.   | Dlp.   |
| --------------- | ----------------- | ------------------ | ---------------- | ---------- | ---------- | ----- | ----- | -------- | -------- | ------ | ------ |
| 2008/09         | Vlag van Moldavië | Divizia Națională  | Sheriff Tiraspol | 6          | 0          | 0     | 0     | —        | —        | 6      | 0      |
| 2008/09         | Vlag van Moldavië | Divizia Națională  | → FC Tiraspol    | 1          | 0          | 0     | 0     | —        | —        | 1      | 0      |
| 2009/10         | Vlag van Moldavië | Divizia Națională  | → FC Tiraspol    | 28         | 0          | 0     | 0     | —        | —        | 28     | 0      |
| 2010/11         | Vlag van Moldavië | Divizia Națională  | → FC Tiraspol    | 31         | 1          | 0     | 0     | —        | —        | 31     | 1      |
| 2011/12         | Vlag van Moldavië | Divizia Națională  | → FC Tiraspol    | 22         | 0          | 0     | 0     | —        | —        | 22     | 0      |
| 2012/13         | Vlag van Moldavië | Divizia Națională  | → FC Tiraspol    | 25         | 1          | 3     | 0     | —        | —        | 28     | 1      |
| 2013/14         | Vlag van Moldavië | Divizia Națională  | Sheriff Tiraspol | 23         | 0          | 2     | 0     | 12       | 0        | 37     | 0      |
| 2014/15         | Vlag van Moldavië | Divizia Națională  | Sheriff Tiraspol | 0          | 0          | 1     | 0     | 0        | 0        | 1      | 0      |
| 2014/15         | Vlag van België   | Jupiler Pro League | SV Zulte Waregem | 3          | 0          | 0     | 0     | 1        | 0        | 3      | 0      |
| Carrière totaal | Carrière totaal   | Carrière totaal    | Carrière totaal  | 138        | 2          | 6     | 0     | 13       | 0        | 157    | 2      |